# Aspidiophorus tatraensis
Aspidiophorus tatraensis is een buikharige uit de familie Chaetonotidae. Het dier komt uit het geslacht Aspidiophorus. Aspidiophorus tatraensis werd in 1986 voor het eerst wetenschappelijk beschreven door Kisielewski. 